# 윌리엄 고드윈

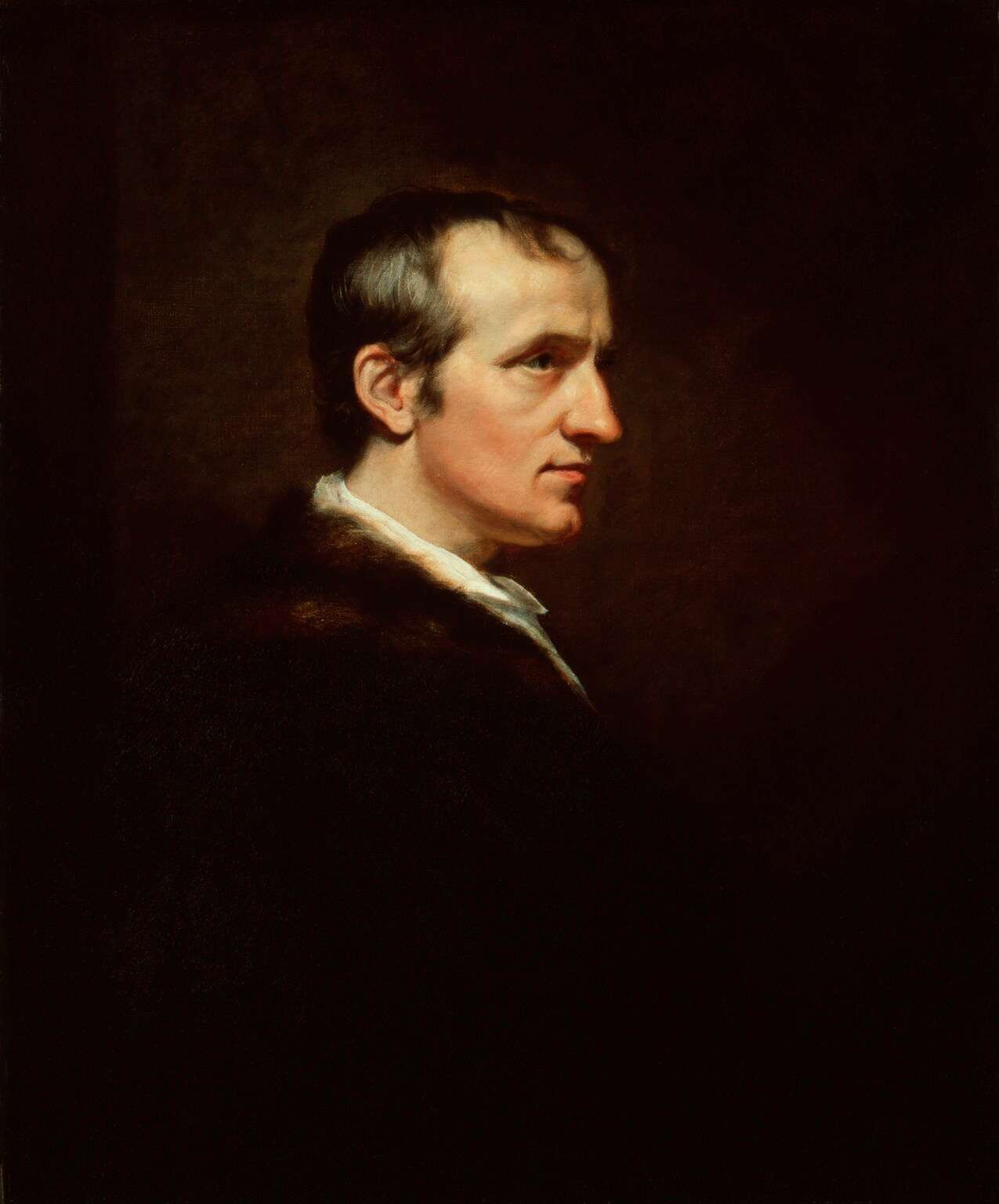
윌리엄 고드윈

윌리엄 고드윈(William Godwin, 1756년 3월 3일 ~ 1836년 4월 7일)은 영국의 언론인, 정치철학자이자 작가였다. 그는 《프랑켄슈타인》의 저자 메리 셸리의 아버지이자 여권 운동가 메리 울스턴크래프트의 남편이었다. 그의 사상은 아나키즘의 시초중 하나로 여겨진다.

## 생애
윌리엄 고드윈은 영국 케임브리지셔주의 위즈비치에서 태어났다. 그의 아버지와 할아버지 모두 목사였으며, 그 자신도 1778년에 목사가 되었다. 그는 영국 국교회에 들어가기를 거부했던 장로교의 일원이었다. 고드윈은 혹스톤의 장로교 대학에 다녔으며, 25세때 프랑스 사상가들의 강의를 듣고 무신론을 받아들인다. 1782년 문학에 몰두하기 위해 성직을 포기하고, 자유주의자들과 정치생활을 시작한다. 고드윈은 그 당시 일어난 프랑스 혁명에 깊은 인상을 받았다. 그는 혁명에 반대했던 에드먼드 버크의 《프랑스혁명에 관한 고찰》에 대한 반론으로 1793년에 《정치적 정의》를 썼다. 당시에 영국은 프랑스와 전쟁 중이었기에 그는 주목받지 못하고 젊은 문학가들만이 그에게 영향을 받았다. 메리 울스턴크래프트와 결혼했으나 그녀는 둘째 딸을 낳다가 산욕열로 사망했으며 딸 메리 고드윈은 문학가 퍼시 셸리와 결혼했다.

## 저서
- 《정치적 정의와 그것이 일반 미덕과 행복에 미치는 영향에 관한 고찰》(An Enquiry Concerning Political Justice and Its Influence on General Virtue and Happiness, 1793)
- 《탐구자》(The Enquirer, 1797)
- 《초서의 일생》(The Life of Chaucer)
- 《대영제국사》(History of the Common Wealth of England)
- 《인구에 관하여》(Of Population)